# Alice in bed
Alice in bed (zmiňováno též s pravopisem Alice in Bed, česky Alenka v posteli) je opera – autorským označením „operní thriller“ – českých skladatelů Ivo Medka a Markéty Dvořákové z roku 2013. Napsána byla na anglické libreto Alle Daschkeyové a Sjarona Minaila s odkazy na knihu Lewise Carrolla Alenka v říši divů. Její premiéru uvedlo 7. května 2014 Národní divadlo Brno na scéně divadla Reduta.

## Vznik, charakteristika a historie
Opera Alice in bed je jedním z řady společných projektů brněnských skladatelů Ivo Medka a Markéty Dvořákové, mezi něž se řadí mimo jiné jednoaktová opera MrTVÁ?, jež měla premiéru roku 2004. Markéta Dvořáková měla kromě toho za sebou již Žirafí operu (2002), k níž už Medka konzultovala,, a Medek se předtím vedle vlastní opery Vrač (2002) na námět A. P. Čechova podílel na „týmové komorní opeře“ Věc Cage aneb Anály avantgardy dokořán s Milošem Štědroněm a Aloisem Piňosem (1995). Operu Alice in bed považují skladatelé za dílo čtyřčlenného mezinárodního týmu zahrnujícího libretisty – izraelského operního režiséra působícího v Amsterodamu Sjarona Minaila a německou libretistiku Anne Daschkeyovou – a za její nedílnou součást považují videosložku, kterou vytvořil Medkův syn Lukáš.
O nové opeře uvažovali skladatelé spolu s režisérem Roccem od úspěšného uvedení opery MrTVÁ?. Námět navrhl Sjaron Minailo Markétě Dvořákové, když se účastnila skladatelských kurzů v Londýně roku 2007. Původním záměrem bylo využít hru Susan Sontagové Alice in Bed z roku 1993 o anglické intelektuálce z viktoriánské doby upoutané nemocí na lůžko; tento námět nakonec jako příliš depresivní zavrhli ve prospěch námětu z Lewise Carrolla, zůstal však název a metafora umělecké inspirace jako postavy upoutané na lůžko. Po vytvoření celkové koncepce a rozvržení scén bylo napsáno libreto, načež oba skladatelé psali operu ve vzájemné komunikaci po vrstvách – nejprve zpěvní linku, pak jednotlivé nástroje. Ivo Medek popisuje: “Skladbu komponujeme vždy po horizontálních vrstvách; tato metoda vyžaduje komunikaci a využívání potenciálu nejen sebe, ale též druhých, což je její zároveň nejdobrodružnější a nejinspirativnější vlastností; a skladba cirkuluje mezi autory tak dlouho, dokud ten poslední nepřidá tu poslední vrstvu a nedohodneme se na výsledném tvaru; pak pokročíme k další scéně nebo další větě…“

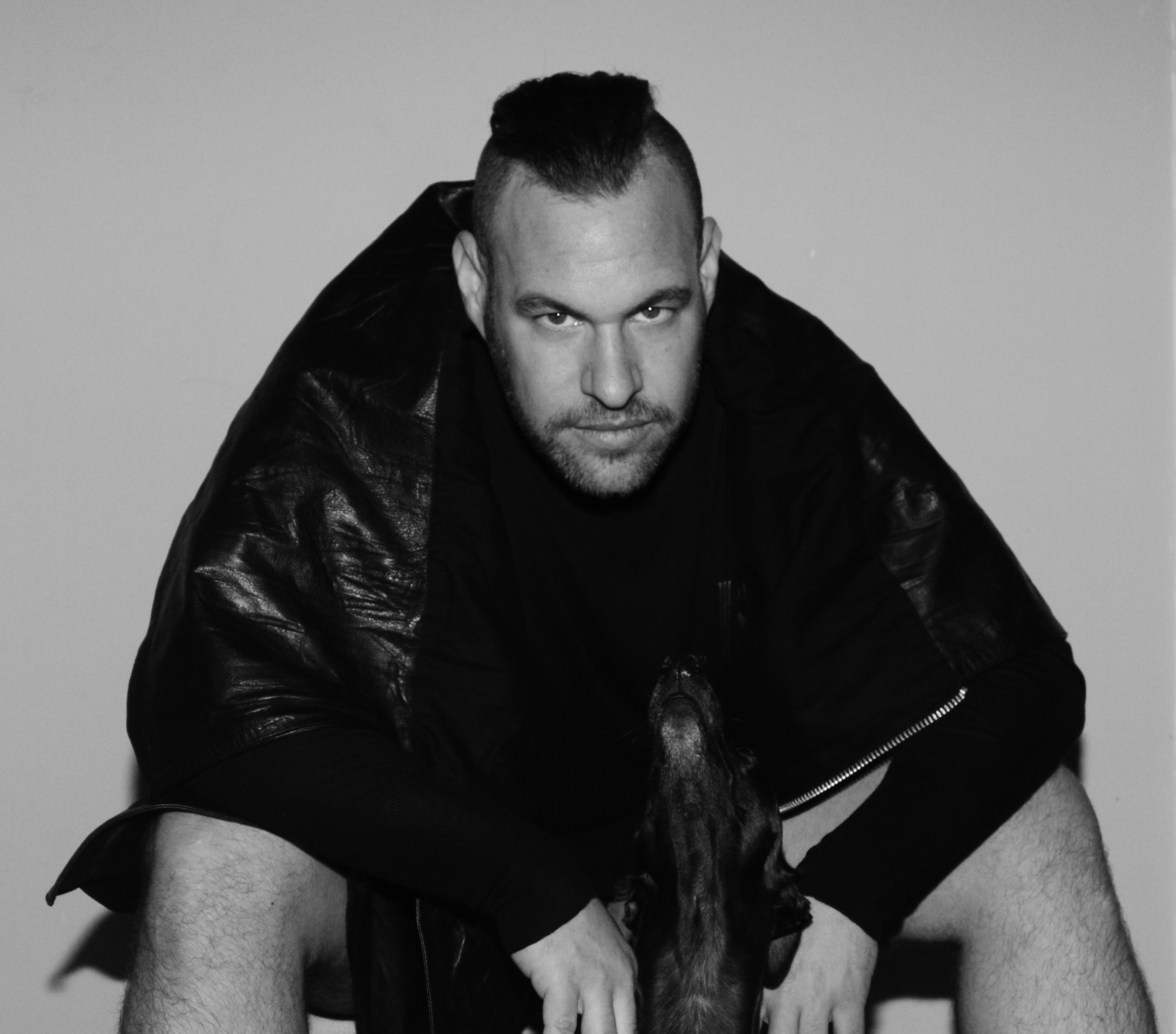
Jeden z libretistů opery Alice in bed, izraelský divadelník Sjaron Minailo

Skladatelé označují vedle spíše ironického označení „operní thriller“ (který podle hudebního kritika Josefa Hermana „naplňují jednak odkazy ke Carrollovi, jednak ono vnitřní hádání sama se sebou […] není nic idylického“) své dílo Alice in bed charakterizují spíše než jako operu jako multimediální kompozici nebo vokálně-instrumentální skladbu pro šest hlasů, dětský hlas a tanečníka. Herman ostatně podotýká: „Dalo by se teoretizovat, kam dílo zařadit: je to opera, videoart, multimediální instalace, vizualizovaný koncert?“
Námět a hlavní ideu opery charakterizoval Ivo Medek takto: „Opera je o úspěšné návrhářce počítačových her procházející jakousi tvůrčí krizí a balancující mezi komerčním úspěchem a uchopením toho kreativního, uměleckého ve svém díle. Proto existují dvě postavy Alice, jedna komerční a jedna nekomerční, a ty spolu komunikují o možnostech práce s imaginací, kterou představuje postava malé holčičky. Scény z reálného života se prolínají se světem snů a s korelujícími výjevy z Alenky v říši divů. Alice in Bed je sonda do věcí, které nás kumštýře trápí všechny… I proto je to velmi soudobá, aktuální opera.“
V opeře vystupují tři stálé postavy, Alice 1, Alice 2 a dítě – Alice 3. Alice 1 je přitom napsána převážně pro normální operní zpěvní techniku – i když velmi náročnou kvůli častým disonancím a skokům, zatímco Alice 2 využívá nejrůznějších hlasových technik. Zbývající čtyři zpěváci – ve složení, soprán, kontratenor, tenor a bas – vystupují jednak jako konkrétní postavy (Alicina šéfová, Uklízečka, Houseňák…), jednak v abstraktnější podobě jako sbor v pozadí děje (skladatelé pro ni využili modelu anglických renesančních vícehlasům ale i jazzových vokálních souborů podle britské a americké tradice). Konverzační repliky postav jsou zhudebněny neotřele – „žádná hudební deklamace, ale zpěv jako emocionální zveličení řečeného“ (Josef Herman); „jde především o vyjádření emocí s použitím disonancí a aleatoriky“ (Karla Hofmannová). Tradiční melodiku zastupují navracející se „ukolébavky“ zpívané sborem, jakož i lidová píseň „Týnom, tánom,“ kterou přednese nejprve postav Uklízečky a která se poté několikrát vrací. Podobně v instrumentální složce dominují hudbě Alice in bed rytmika v podání bicích nástrojů doplněných nejrůznějšímu předměty, zejména dětskými hračkami, které evokují svět malé Alenky (Boris Klepal píše: „nejsilnějším hudebním dojmem je zvuková i dynamická pestrost a důraz na rytmus“); melodické nástroje jako flétna nebo violoncello se ozývají jen v některých situacích.
Už režisér Rocc, který byl u této opery od jejího zrodu, velmi oceňoval způsob spolupráce obou skladatelů i její výsledek. „ Měl jsem velké představy o tom, co Ivoš a Markéta vytvoří, a ještě mě překvapili. Šli ještě nad moje představy, ta muzika je nesmírně inteligentní, rafinovaná, strukturovaná a velmi náročná. Nálady jsou v ní ale dojemné a má v sobě element, který je pro operu nezbytný, a to jsou emoce.“
Kritický ohlas na Alice in bed byl pozitivní. Josef Herman v Divadelních novinách ocenil přehledné a logické libreto, zhudebnění i jevištní realizaci: „Nelze hovořit o partituře a její jevištní realizaci, akustické s vizuálním tvoří jeden promyšlený a vzájemně naprosto prokomponovaný celek, což je zřejmě důsledek kolektivního autorského principu a znak vskutku současného přístupu k hudebnímu divadlu.“ Přitom však bylo nutnou uznat, že se nejedná o dílo pro tradiční operní diváckou obec: „Není to laciný a líbivý divácky vděčný titul, ale jedná se o zajímavou snahu o soudobou tvorbu, která odráží pravdivě stres, děsivé představy a potlačené touhy.“ Rovněž kritik Boris Klepal citoval řadu předností libreta i hudby: „Co je ale možná nejdůležitější – hudba je stejně napínavá jako libreto. Jsou to dva souznějící světy a překvapivý děj žene dopředu zvukově stejně překvapivá hudba. A vzhledem k jednoznačné kvalitě interpretace vás ani nenapadne přemýšlet o tom, jak je vlastně složitá.“
Hudební kritička Helena Havlíková v recenzi pro OperaPlus napsala: „Novým operám zpravidla chybí nosné téma, silné libreto, které by se „trefilo“ do zkušeností a očekávání dnešního publika a specifických principů operního žánru. Alice in bed […] zdá se má šanci tyto deficity překonat. Není totiž postavena na lineárně rozvíjeném příběhu, který je v tomto případě sám o sobě vlastně velmi řídký; nabízí spíše situace než klasicky rozvíjený děj. Ale text vytváří prostor pro vršení, propojování a kontrasty emocí, jejichž vyjádření je právě tím nejvlastnějším hájemstvím hudby. Alice in bed není zhudebněná činohra, jak se některým soudobým operám stává, ale vychází z vlastností, možností a předností operního žánru. […] Z produkce, která byla v posledních třech letech uvedena v našich kamenných divadlech, rozhodně patří Alice in bed k tomu nejzajímavějšímu […] Alice in bed má rozhodně energii oslovit dnešní publikum.“ Olga Janáčková v témž médiu tvrdí, že „[d]ílo mne hned napoprvé zaujalo svou hudební svěžestí – instrumentační bohatostí, pestrostí nástrojového slovníku,“ i když k němu vyslovuje dramaturgické výhrady a kritizuje režii a výpravu. Kritik Jakub Španihel pro Intternetový magazín HisVoice o Alice in bed napsal mj., že „[j]ako soudobé hudební dílo s aktuálním příběhem zapůsobila vedle klasických oper velmi svěžím dojmem. Skladatelské dvojici Markéta Dvořáková – Ivo Medek se podařilo vytvořit napínavý operní thriller, který zaujme jak náročného posluchače, tak diváka bažícího po snadno stravitelném příběhu. […] Alice in Bed dokáže upoutat pozornost diváka, udržet ho v napětí od začátku do konce a tak ho přesvědčit, že je celistvým, emočně silným dílem.“
Kritika s určitými výhradami akceptovala i libreto v angličtině (jež není mateřštinou žádného z autorů): „Jednak je to běžný komunikační jazyk počítačových expertů a je to také přirozený způsob, jak dostat titul na zahraniční jeviště.“ Zvláštní chvály se dostalo dokonale sehraným účinkujícím, zejména oběma Alicím – Tereze Merklové Kyzlinkové a Gabriele Vermelho – a kontratenoristovi Janu Mikuškovi zpívajícímu mj. Uklízečku.
Opera byla původně plánována jako koprodukce s nizozemskou operou, ale z této představy sešlo. Inscenace byla hrána v rámci mezinárodního hudebního festivalu Janáček Brno 2014 a v únoru roku 2015 pak na operním festivalu v Praze (v Paláci Hybernia).
Ivo Medek a Markéta Dvořáková pokračovali v týmové produkci operou Věčná slečna Bledá, jež měla premiéru roku 2021.

## Osoby a první obsazení
| osoba                        | hlasový obor | premiéra (7. května 2014)        |
| ---------------------------- | ------------ | -------------------------------- |
| Alice 1                      | soprán       | Tereza Merklová Kyzlinková       |
| Alice 2                      | mezzosoprán  | Gabriela Vermelho                |
| Soprán                       | soprán       | Hana Škarková                    |
| Kontratenor                  | kontratenor  | Jan Mikušek                      |
| Tenor                        | tenor        | Marek Olbrzymek                  |
| Bas                          | bas          | David Nykl                       |
| Králíček                     | tanečník     | Otakar Blaha                     |
| Alice 3 (Alenka)             | dětská role  | Julie Kepáková / Júlie Šebestová |
| Dirigent: Ondřej Olas        |              |                                  |
| Režie: Rocc                  |              |                                  |
| Scéna: Rocc                  |              |                                  |
| Kostýmy: Miroslav Sabo, Rocc |              |                                  |
| Videoart: Lukáš Medek        |              |                                  |

## Děj opery
(1. obraz – Kancelář Alice) Je pozdní večer. Programátorka Alice (1) pracuje na poslední chvíli na závěrečných detailech své nové počítačové hry, do níž zapracovává postavy ze svého dětství – Houseňáka, Bílého králíka, Srdcovou královnu, Tydlitáka a Tydlítka, kočku Šklíbu, Bílého jezdce … Zmocňují se jí stres a únava, obrazy z videohry začínají pronikat do jejího reálného života.
(2. obraz – Ložnice Alice) V posteli spí Alice 3 – malá Alenka. U jejího lůžka stojí Alice 1 a Alice 2. Ostatní postavy (sbor) zpívají ukolébavku o Alence – dítěti s nespoutanou fantazií. Alice 1 se na ni vzpomíná jen jako na přízrak, když spí. Alice 2 ji uklidňuje tvrzením, že fantazie pod tíhou věku, strachu a pravidel postupně zmizí.
(3. obraz – Kancelář Alice) Alice 1 představuje svému tvůrčímu týmu konečnou verzi videohry. Členové týmu ji oslavují za předem zaručený nový úspěch. Připíjejí si čajem (narážka na „bláznivý čajový dýchánek“). Debatují o Alicině dlouhodobém profesionálním úspěchu a mezi ovacemi se jí ptají na jeho tajemství. Alice 1 ho vidí jen ve své píli („pracuji, když dýchám“) a ve sledování a napodobování reality. Mladý člen týmu není touto odpovědí zcela uspokojen a ptá se na úlohu inspirace, ale tu Alice zlehčuje: inspirace vám možná otevře dveře, ale uvnitř vás neudrží. – Jeden z členů týmu přichází se zprávou, že vedení chce hru ještě jednou testovat. Tým se pohoršuje, ale Alice to odbývá jako formalitu. Přípitky pokračují.
(4. obraz – Ložnice Alice) Alice 1 se vrací, pohladí Alenku na lůžku. Pak přichází Alice 2 a dává Alence potají prášek na spaní.
(5. obraz – Ložnice Alice) Alice 2 říká Alici 1, že vypadá unaveně a zestárle. Sbor jí přizvukuje a zpívá jí ukolébavku. Alice 1 se obrací ke spící Alence a chce s ní komunikovat, ale Alice 2 odvrací její pozornost: vyptává se na novou hru, od níž čeká další úspěch a další peníze. Když Alice 1 tuší potíže. Alice 2 se leká: snad se nesnažila dělat něco nového, nevyzkoušeného? Alice 1 to popírá, ale je na pokraji zhroucení. Napadá ji, že upeče dort, ale Alice 2 jí to vymluví a posílá ji spát. Jenže Alice 1 přes obrovskou únavu nedokáže usnout.
(6. obraz – Kancelář Královny – šéfky) Alice 1 je předvolána ke Královně. Královnini rádci Tydliták a Tydlítek šéfové radí useknout jí hlavu, ale Královna vítá Alici 1 zatím jen s výhružnou laskavostí. Čekají na zprávu od testovací skupiny. Tu přináší Bílý jezdec: Alicina hra je blbá. Není taková, na jakou jsou lidé od ní zvyklí, ale na druhé straně je přesně taková. Nevzbuzuje představivost, přijímá příliš snadná řešení. Rádci opět radí useknout Alici hlavu, ale Královna jí místo toho dává krátkou lhůtu, aby hru předělala.
(7. obraz – Kancelář Alice) Alice 1 bezradně sleduje svou videohru a přemýšlí, co je na ní špatně. Do kanceláře přichází uklízečka a zpívá si slovenskou lidovou píseň „Týnom, tánom, na kopečku stála“. Alice ji posílá pryč, protože pracuje, ale uklízečka míní, že pracuje ona a Alice 1 ať jde domů. Alice 1 dumá nad tím, proč měla její hry dosud úspěch a o této jí říkají, že nudí. Uklízečka prostě soudí, že je asi nudná. Na obrazovce se objevuje kočka Šklíba; i ona se v Alicině hře nudí a vyčítá jí, že se neodvážila riskovat. Jestliže cesta za úspěchem už nefunguje, ať zkusí cestu vedoucí jinam – kamkoli.
(8. obraz – Na ulici) Alice 1 je konečně na cestě domů; je noc a sněží. Alice 1 si sedne na lavičku a vzápětí usíná. Ve snu se padající sněhové vločky mění v bílé králíčky a všechny tři Alice je honí.
(9. obraz – Na ulici) Alice 1 se probouzí na lavičce; vedle ní sedí Houseňák a pokuřuje z vodní dýmky. Alice 1 se ptá, zda to, co se událo, byl jen sen, ale Houseňák jí jen nabízí šluknout. Alice 1 se cítí změněná, ale neví, zda dokáže věci vidět, aniž by o nich musela pochybovat. Houseňák jí radí dívat se se zavřenýma očima a vnímat přítomnost i minulost současně, být volný a hravý jako dítě. Alice 1 mu děkuje a odchází domů.
(10. obraz – Ložnice Alice) Alice 2 opět dává malé Alence pilulku na spaní. Alice 1 se vrací a hledá pod postýlkou své deníky z dětství, čte si v nich, ale nerozumí jim, přestože je sama psala. Alice 2 se lekne a snaží se jí v tom zabránit, ale Alice 1 z deníků předčítá spící Alence – třeba jí dítě vysvětlí jejich smysl, až se vzbudí. Alice 2 jí v tom brání – dítě přece spí navždy, nesmí se probudit… Nakonec dá vyčerpané Alici 1 jeden z prášků pro dítě. Když Alice 1 usne, Alice 2 hladí ji i malou Alenku a vysvětluje, že tak musela učinit – tento spánek udržuje pod kontrolou bezuzdnou a nezkrotnou fantazii. I Alice 2 usíná. Sbor opět zpívá všem Alicím ukolébavku.
(11. obraz – Ložnice Alice) Ozve se klepání na dveře, pak bušení. Alice 2 a malá Alenka se probudí a schovají, Alici 1 budí členové týmu, kteří museli vyrazit dveře. Budí Alici 1, která už čtyři dny nebyla v práci a nezvedala telefon, ačkoli té se zdá, že si jen na chvíli zdřímla. Silné prášky na spaní to vysvětlí. Alice 1 se obrací s výčitkami na Alici 2 a s radostí objímá probuzenou Alenku. Členové týmu / Královnini rádci zatím naléhají, že je nejvyšší čas odevzdat hru; Mladý člen týmu pozoruje Alici a konstatuje, že inspirace, představivost přece jen hrají svou úlohu. Alice 1 a 2 docházejí k dohodě, že snů není třeba se bát, i když sbor ukazuje, že výsledek nebude možné zaručit – část chce Alici „useknout hlavu“, část ji oslavuje. Malá Alenka závěrem recituje jednu z básní z Alicina dětství.

## Instrumentace
Flétna; pozoun; kytara; klavír, akordeon, preparovaný klavír; violoncello; čtyři soupravy bicích nástrojů včetně tympánů, marimby, vibrafonu a nejrůznějších jiných předmětů jako dětských hraček.